# Rudolf Buttmann (Politiker, 1855)
Rudolf Buttmann (* 20. Juli 1855 in Ziegelsdorf; † 30. Mai 1927 in München) war ein deutscher Gymnasialprofessor, Historiker und bayerischer Landtagsabgeordneter.

## Leben
Buttmann besuchte das Gymnasium und studierte Philologie und Geschichte. 1887 trat er in Speyer in den Staatsdienst ein und ab 1892 war er am Gymnasium in Zweibrücken, später am Theresiengymnasium in München. Ab 1897 war er Vorsitzender des Historischen Vereins Zweibrücken, für den er auch die Westpfälzischen Geschichtsblätter herausgab.
1885 wurde sein Sohn Rudolf geboren.
Von 1907 bis 1918 war er Abgeordneter im Bayerischen Landtag für die Liberale Vereinigung.

## Werke (Auswahl)
- Die Matrikel des Hornbacher Gymnasiums : 1559 - 1630 . Zweibrücken 1904 (Digitalisat)
- Rudolf Buttmann: Die Matrikel des Hornbacher Gymnasiums 1559-1630 Teil I: Text. Zweibrücken 1904. Digitalisat der Universitäts- und Landesbibliothek Düsseldorf.
- Rudolf Buttmann: Isaak Kramer, letzter Rektor von Hornbach und erster Rektor von Zweibrücken : ein Lebensbild. 1909 (Digitalisat)